# Social Futebol Clube
El Social Futebol Clube, o simplemente Social, es un club de fútbol brasileño con sede en Coronel Fabriciano, Minas Gerais. Fue fundado en 1944.

## Palmarés

### Torneos estaduales
- Campeonato Mineiro Módulo II: 2007
- Sub Campeón del Campeonato Mineiro Módulo II: 2002
- Campeonato Mineiro Módulo II: 1996
- Campeonato Mineiro Segunda División: 1995